# Causticación
La causticación es una alteración irreversible de los componentes celulares que consiste en la desnaturalización de los lípidos y proteínas celulares. Es una quemadura química, diferente de la térmica. Esta desnaturalización se produce en el lugar de contacto del tóxico con un organismo vivo, o en el lugar de concentración de éste en el mismo. Los lugares de contacto más típicos son la piel, mucosas y vías digestivas y respiratorias, riñón, médula espinal, nervio óptico, etc., donde llegan o se concentran los xenobióticos o se originan metabolitos para los que resultan sensibles los tejidos locales (fenol, formol, tricloroacético, etc.) Las intoxicaciones por cáusticos no son frecuentes, pero pueden ser graves e incluso mortales, sobre todo en caso de ingesta, que puede ser tanto accidental como con intencionalidad suicida.

## Agentes causantes[1]
Los agentes cáusticos son sustancias con pH ácido o básico, distante del fisiológico, o bien oxidantes o deshidratantes, disoluciones de algunos cationes orgánicos o inorgánicos, aniones aromáticos (como el ácido salicílico), detergentes catiónicos, etc., que destruyen o al menos desorganizan la arquitectura celular al desnaturalizar las proteínas.

### Agentes en el hogar

#### Álcalis
- Hipoclorito sódico (lejía): limpia suelos y sanitarios
- Hidróxido sódico (sosa cáustica): detergente y abrillantador de lavavajillas o desatascador.
- Amoníaco: limpia superficies
- Fosfato, silicato o carbonato sódico: detergentes de lavavajillas
- Hidróxido de calcio e hidróxido de litio: alisadores de cabello

#### Ácidos
- Ácido clorhídrico (salfumán): limpiador de sanitarios y piscinas
- Ácido sulfúrico: desatascador
- Ácido fluorhídrico: antioxidantes

### Agentes en la industria

#### Álcalis
- Hidróxido cálcico: cemento
- Hidróxido sódico (sosa cáustica) e hidróxido potásico (potasa cáustica): desatascadores- desincrustantes y en pilas de botón.

#### Ácidos
- Ácido sulfúrico: líquido de baterías de coche
- Ácido fluorhídrico: decapante, grabado de vidrio y antioxidante
- Ácido fosfórico y ácido oxálico: antioxidantes
- Ácido nítrico: agua fuerte
- Ácido nítrico + ácido clorhídrico: agua regia

#### Oxidantes
- Peróxido de hidrógeno (agua oxigenada al 10-12%): blanqueante o cosmética capilar. Es poco cáustica.

## Efectos de la causticación
El efecto agresivo de las sustancias cáusticas puede incidir sobre las proteínas del citoplasma (desnaturalización proteica), de los orgánulos o de las membranas, y puede conducir a la necrosis o muerte celular. La acción de los cáusticos sobre los lípidos de membrana, produce hidrólisis, esterificaciones o formación de sales (saponificación). La muerte celular por cáusticos alcalinos se denomina necrosis colicuativa, porque se produce reblandecimiento y licuefacción (tumefacción y colicuación) del tejido, mientras que los ácidos dan lugar a una coagulación (seguida de una agregación de las moléculas desnaturalizadas), endurecimiento o fijación.

## Manifestaciones clínicas

### Vía Digestiva
Puede ser leve cuando la ingesta es accidental, y muy grave si es intencionada, llegando a producir un fallo multiorgánico y precisar asistencia intensiva.
Las manifestaciones clínicas se pueden diferenciar según el momento de su aparición.
Sintomatología temprana: pueden no correlacionarse con la gravedad y extensión de la lesión. En el 20-45% de los casos con lesiones esofágicas o gástricas el examen de la boca y faringe puede ser normal. Los síntomas orientativos según la localización de las lesiones son:
- Sialorrea: faringe.
- Estridor, disfonía: epiglotis y laringe.
- Disfagia, odinofagia, hematemesis: esófago.
- Disnea: laringe, tráquea, bronquios, pulmón.
- Epigastralgia, náuseas, vómitos: estómago.
- Dolor torácico, dolor abdominal de características peritoníticas, enfisema subcutáneo y shock: mediastinitis o perforación.

Sintomatología tardía: aparecen progresivamente a partir de las 4-6 semanas.
- La disfagia es indicativo del posible desarrollo de la estenosis esofágica (cuya aparición puede ser de hasta un año tras la lesión).
- La saciedad temprana, la pérdida de peso y la emesis progresiva indican obstrucción gástrica.
- Hay un riesgo aumentado de padecer carcinoma epidermoide esofágico con un periodo de latencia media de 40 años.

### Vía Ocular
El contacto ocular con un cáustico puede producir queratoconjuntivitis, cuya gravedad dependerá de la naturaleza de la sustancia, de la cantidad y de la enfermedad de base, entre otros factores, pudiendo dejar como secuelas cicatrices profundas y leucomas.
Estas intoxicaciones son frecuentes en la industria papelera, donde los principales riesgo toxicológicos se dan en los procesos de tratamiento químico: causticaciones y formación de sulfuro de hidrógeno y mercaptano.

### Vía inhalatoria
La inhalación de vapores tóxicos es otro punto de riesgo de los cáusticos domésticos.
Un ejemplo es la mezcla de lejía con salfumán o con amoníaco, ya que se liberan vapores de cloro irritantes para las mucosas, produciendo tos irritativa, lagrimeo, sequedad bucal, broncoespasmo e incluso riesgo de desarrollar edema agudo de pulmón.
Dentro de la industria papelera, el proceso de satinado produce neumoconiosis por talco y caolín. El proceso de blanqueo también produce alteraciones respiratorias por agentes como el cloro, y también se puede producir una sensibilización respiratoria por resinas sintéticas, colorantes, blanqueantes ópticos, germicidas, adhesivos (caseína, látex, acrílicos) y proteínas de animales.

### Vía cutánea
El contacto cutáneo con un cáustico puede producir quemaduras en la piel, cuya gravedad dependerá de la naturaleza de la sustancia, de la cantidad y de la enfermedad de base, entre otros factores, pudiendo dejar como secuelas cicatrices profundas y leucomas.
Un ejemplo es la industria papelera en el proceso de blanqueo, ya que se pueden producir alteraciones cutáneas como la dermatitis de contacto por cloro.